# G14

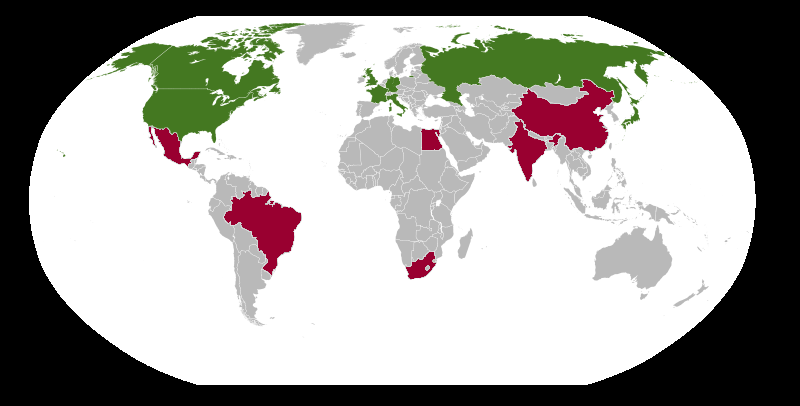
I membri del G14: in verde gli Stati del G8 ed in rosso le economie emergenti

Il G14 è il forum costituito dai paesi che fanno parte del G8 e da altri sei paesi emergenti: il G5 (Brasile, Cina, India, Messico e Sudafrica) e l'Egitto, invitato su proposta dell'Italia e della Francia, che avevano promosso l'espansione del precedente gruppo. Il G14 rappresenta, stando ai dati del 2008, il 56,2% della popolazione e il 70,2% del PIL mondiale, conferendo all'organizzazione un'autorevolezza ed un'efficacia superiori a quelle del G8, la cui importanza nell'economia mondiale è andata declinando dai tempi della sua istituzione. L'inserimento nel numero di Sudafrica ed Egitto, tuttavia, è dovuto più a considerazioni politiche ed alla volontà di includere un Paese africano ed uno arabo nel processo, piuttosto che alla forza economica di questi due Paesi, che si collocano rispettivamente al 29º e 40º posto per la grandezza dell'economia, mentre gli altri membri del gruppo sono 12 delle 13 maggiori economie mondiali.

## Storia
Il G14 nasce durante il G8 del 2005, quando Tony Blair, allora presidente di turno del summit, invitò ad unirsi ai lavori anche il Brasile, la Cina, l'India, il Sudafrica e il Messico. Da allora questi altri 5 paesi hanno partecipato ai lavori del summit divisi, però, dai lavori preliminari rimasti comunque in mano agli otto grandi. La speranza era quella di formare un gruppo con maggiore forza e rappresentatività che avrebbe potuto imprimere una svolta ai negoziati commerciali di Doha e raggiungere un maggiore livello di cooperazione sul tema del cambiamento climatico. Al termine del meeting, i 13 Paesi diedero un comunicato congiunto in cui si esprimeva la volontà di dar vita ad un "nuovo paradigma per la cooperazione internazionale" in futuro.
Durante il G8 presieduto dalla Germania nel 2007, la cancelliera tedesca Angela Merkel annunciò l'istituzionalizzazione di tale gruppo comprendente i membri del G8 e le cinque economie emergenti. Infine, l'anno successivo, su iniziativa francese, anche l'Egitto fu invitato a partecipare al processo: nacque così il G14.
Tuttavia, non c'è stato l'abbandono della formula del G8 in favore di quella del G14 a causa delle divergenze tra i Paesi membri: Stati Uniti e Giappone sono contrari, Regno Unito e Francia sono attivamente a favore, mentre Italia, Germania, Canada e Russia non hanno espresso una posizione ufficiale.

## Membri
- Brasile - Presidente Luiz Inácio Lula da Silva
- Canada - Primo ministro Justin Trudeau
- Cina - Presidente Xi Jinping
- Egitto - Presidente ʿAbd al-Fattāḥ al-Sīsī
- Francia - Presidente Emmanuel Macron
- Germania - Cancelliere Olaf Scholz
- Giappone - Primo ministro Yoshihide Suga
- India - Primo ministro Narendra Modi
- Italia - Presidente del Consiglio Giorgia Meloni
- Messico - Presidente Andrés Manuel López Obrador
- Regno Unito - Primo ministro Boris Johnson
- Russia - Presidente Vladimir Putin
- Stati Uniti - Presidente Donald Trump
- Sudafrica - Presidente Cyril Ramaphosa
- Unione europea - Presidente della Commissione europea Ursula von der Leyen

## Peso demografico ed economico
| 2009        | Popolazione | Popolazione | Popolazione | PIL (nom.) | PIL (nom.) | PIL (nom.) |
|             | Pos.        | Milioni     | %           | Pos.       | Mrd. USD   | %          |
| ----------- | ----------- | ----------- | ----------- | ---------- | ---------- | ---------- |
| Mondo       | -           | 6.896       | 100,0       | -          | 62.909     | 100,0      |
| Stati Uniti | 3           | 315         | 4,6         | 1          | 14.658     | 23,3       |
| Giappone    | 10          | 127         | 1,8         | 3          | 5.459      | 8,7        |
| Germania    | 15          | 82          | 1,2         | 4          | 3.316      | 5,3        |
| Francia     | 21          | 65          | 0,9         | 5          | 2.583      | 4,1        |
| Regno Unito | 22          | 63          | 0,9         | 6          | 2.247      | 3,6        |
| Italia      | 23          | 61          | 0,9         | 7          | 2.118      | 3,3        |
| Canada      | 36          | 34          | 0,5         | 9          | 1.574      | 2,5        |
| Russia      | 9           | 143         | 2,1         | 11         | 1.465      | 2,3        |
| G8          | -           | 890         | 12,9        | -          | 33.357     | 53,0       |
| Cina        | 1           | 1.370       | 19,6        | 2          | 5.878      | 9,3        |
| Brasile     | 5           | 195         | 2,8         | 8          | 2.090      | 3,3        |
| India       | 2           | 1.225       | 17,8        | 10         | 1.538      | 2,4        |
| Messico     | 11          | 113         | 1,6         | 14         | 1.039      | 1,7        |
| Sudafrica   | 24          | 50          | 0,7         | 28         | 357        | 0,6        |
| G8+5        | -           | 3.822       | 55,4        | -          | 44.259     | 70,4       |
| Egitto      | 16          | 81          | 1,2         | 41         | 218        | 0,3        |
| G14         | -           | 3.903       | 56,6        | -          | 44.477     | 70,7       |

### Gruppi non più esistenti
- G22
- G33 (paesi industrializzati)